# Андска лисица
Андска лисица, андски вук, парамоски вук или кулпео (лат. Lycalopex culpaeus) је врста сисара из породице паса, једна је од 6 врста сврстаних у род (јужноамеричких) псеудолисица (Lycalopex).

## Распрострањење
Ареал врсте покрива средњи број држава у Јужној Америци. 
Врста је присутна у Чилеу, Аргентини, Перуу, Еквадору и Боливији. Присуство у Колумбији је непотврђено.

## Станиште
Станишта врсте су шуме, планине, поља и пустиње. 
Врста је присутна на планинском венцу Анда у Јужној Америци. 

## Угроженост
Ова врста је наведена као последња брига, јер има широко распрострањење и честа је врста.